# Petri Jakonen
Petri Jakonen (Suolahti, 9 juni 1967) is een voormalig profvoetballer uit Finland, die speelde als doelman gedurende zijn carrière. Hij beëindigde zijn actieve loopbaan in 1998 bij de Finse club MyPa-47.

## Interlandcarrière
Jakonen kwam in totaal 27 keer uit voor de nationale ploeg van Finland in de periode 1990–1996. Hij maakte zijn debuut onder leiding van bondscoach Jukka Vakkila op 15 februari 1990 in de vriendschappelijke wedstrijd tegen Koeweit (1-0-overwinning) in Caïro.

## Erelijst
MyPa-47
- Suomen Cup

1995